# Manuel Fernandes
Manuel Fernandes, född 5 februari 1986 i Lissabon i Portugal, är en portugisisk fotbollsspelare. Han har spelat landskamper för portugisiska landslaget.
Han är barndomsvän med Nani, de spelade fotboll tillsammans när de var små.

## Karriär
Den 2 september 2019 värvades Fernandes av Krasnodar. Den 5 oktober 2020 värvades Fernandes av turkiska Kayserispor, där han skrev på ett tvåårskontrakt.
Den 19 februari 2022 värvades Fernandes av grekiska Apollon Smyrnis. I juli 2022 skrev han på ett ettårskontrakt med iranska Sepahan.